# Caecidotea metcalfi
Caecidotea metcalfi är en kräftdjursart som först beskrevs av Fleming 1972.  Caecidotea metcalfi ingår i släktet Caecidotea och familjen sötvattensgråsuggor. Inga underarter finns listade i Catalogue of Life.